# Koperníkovský obrat
Koperníkovský obrat či Koperníkova nebo koperníkovská revoluce znamená zásadní změnu hlediska, stanoviska nebo paradigmatu.
Původně označuje změnu náhledu na svět, kterou způsobil polský astronom Mikuláš Koperník, když starší geocentrický systém nahradil heliocentrickým.
Jako metafora se používá v různých oblastech:
- v dějinách vědy označuje zásadní změny paradigmatu, tj. celkového náhledu na danou skutečnost, jimiž končí klidná, kumulativní fáze rozvoje vědy (T. S. Kuhn). Příkladem může být kosmologická revoluce M. Koperníka nebo evolucionistická revoluce Lamarckova a Darwinova.

- v psychologii označuje změnu v sebepojetí dítěte, k níž dochází v období mezi 12. a 18. měsícem a jež se vyznačuje decentralizací, která souvisí s rozvojem motoriky. Dítě se přestává chápat jako střed vesmíru a začíná si uvědomovat, že se i ono samo přemísťuje v prostoru jako ostatní osoby.